# Berlingozzo
Il berlingozzo è un dolce al forno tipico toscano, dalla classica forma a ciambella. 
Tradizionalmente si prepara in Primavera, rientra infatti fra i dolci carnevaleschi.
È diffuso anche nell'Umbria settentrionale, particolarmente in Alta Valle del Tevere dove al berlingozzo è dedicata una sagra paesana a Pitigliano. 
Il nome deriva dal berlingaccio, termine che indicava il giovedì grasso e una maschera in uso e costume quattrocenteschi. Il verbo berlingare voleva dire divertirsi e spassarsela a tavola: citato da poeti cinquecenteschi, sembra fosse in uso anche alla corte di Cosimo I a Firenze. 
Gli ingredienti sono: rossi d'uovo, farina, zucchero, lievito, scorza grattugiata di limone e/o arancio, burro e un po' di latte.
In Romagna è diffuso un prodotto simile, il bracciatello.
A Lamporecchio (provincia di Pistoia) è diffusa una variante preparata con gli stessi ingredienti dei brigidini (cialde dolci croccanti al gusto di anice).